# James Hilton
James Hilton, född 9 september 1900 i Leigh, Greater Manchester, död 20 december 1954 i Long Beach, Kalifornien, var en brittisk författare, känd för bland annat sin roman om en gammal lärare, Goodbye, Mr. Chips, 1934 (Adjö Mr. Chips!, 1935, 1973) och romanen om den mytomspunna platsen Shangri-La, Lost Horizon, 1933 (Blå månen, 1935; Bortom Horisonten, 1982).
Hilton studerade vid universitetet i Cambridge och arbetade sedan som journalist. Han debuterade 1920 med romanen Catherine Herself.
Flera av hans romaner har filmatiserats. Hilton var bosatt i Los Angeles under senare tid, där han även skrev filmmanuskript, bland annat för William Wylers Oscarsbelönade Mrs Miniver 1942.